# Frans De Clerck
Frans De Clerck (Arendonk, 5 februari 1945) is medeoprichter van de Belgische tak van de Triodos Bank.

## Biografie
Na zijn universitaire studies PR en Communicatie kwam De Clerck toevallig in de financiële sector terecht. In 1968 werd hij aangeworven door de wisselagent Fernand De Maertelaere, waar hij ondergedompeld werd in de verhandeling van aandelen en obligaties. Om zich beter te bekwamen, trok hij opnieuw naar de universiteit en volgde er de lessen aan de Vlerick Management School (MBA in 1974).
Hij werkte vervolgens bij Ippa, bij de Banque Belge pour l’Industrie, bij [[Indosuez]] en bij de Nationale Investeringsmaatschappij. Bij deze laatste beheerde hij van 1983 tot 1992 het Fonds Soficatra, gespecialiseerd in het aanbrengen van eigen middelen voor coöperatieven. Hij leerde bij al deze instellingen het bankiersvak met het nemen van risico's maar leerde ook dat banken ongeveer alles willen financieren, zonder zich daarover veel vragen te stellen, ook al is de maatschappelijke meerwaarde nihil of zelfs negatief.
Naast zijn werk in een klassieke bank begon hij duurzame projecten coöperatief te financieren. Samen met Chris Maryns stichtte hij de Coöperatieve vennootschap Mercurius, waarin ze 200 coöperanten bijeenbrachten. Mercurius financierde biologische landbouwexploitaties, huizen voor gehandicapten, medische tehuizen, enz. Dit bracht hen ertoe om in Nederland en Duitsland contacten op te bouwen met banken voor duurzaam krediet. Samen met Karel Teck zocht De Clerck partners en vond zo de Triodos Bank. Deze Nederlandse bank gebruikte zijn deposito's alleen voor het verstrekken van krediet aan duurzame en sociaal verantwoorde projecten. Deze samenwerking zou leiden tot de oprichting van een filiaal van Triodos in België.
In september 1993 werd Triodos België opgericht in Gent. De Clerck werd er directeur en specialiseerde zich in het verlenen van kredieten voor culturele, sociale en ecologische projecten. In 2000 promoveerde hij tot Algemeen directeur van de Nederlandse moedermaatschappij. In 2004 gaf hij de fakkel door en werd actief op internationaal niveau als raadgever van het Directiecomité. In 2009 nam hij mede het initiatief voor de Global Alliance for Banking on Values, een verbond van toen elf belangrijke ethische banken in de wereld. 
Op 20 oktober 2010 ging hij met pensioen en dat werd gevierd met een academische zitting met onder anderen Eric De Keuleneer (Solvay Brussels school of Economics), Klaas Van Egmond (Universiteit Utrecht) en Peter Tom Jones (Katholieke Universiteit Leuven) met als thema "hefbomen voor transitie naar een duurzame samenleving". Van 2010 tot 2013 bleef hij bestuurder bij de Foundation for the Administration of Triodos Bank Shares, de holding van de bank.
De Clerck doceerde ook "ethische economie in de financiële wereld" aan de Vlerick Leuven Gent Management School. Voorts adviseerde De Clerck bij projecten (sociale cohesie, sociale verantwoordelijkheid, financiering van de culturele sector) van de Europese Commissie, van de Raad van Europa en van de Vlaamse Regering. Hij was voorzitter van de Strategic Committee of Cultuurinvest (een privévennootschap voor culturele ondernemers), de Celina Ramos Foundation, de Hélène De Beir Foundation en van de Raad van Toezicht van het Institute for Social Banking (training en research). Eind 2019 werd hij de 55ste ambassadeur van de Grootouders voor het Klimaat en wees er daar op dat zelfbewuste grootouders met hun gespaarde kapitaal een beslissende richting kunnen geven aan de evolutie van de maatschappij.

## Bekende uitspraak en visie
"De banken zeggen tegen de mensen dat ze het moeten overlaten aan de techneuten hoe hun geld wordt geïnvesteerd. Ze zeggen dat ze zich geen zorgen moeten maken, dat ze rustig moeten slapen. Maar wíj willen dat de mensen wakker zijn. Wij willen dat ze tegen de bankier zeggen wat hij met hun geld moet doen. Ik denk dat we dat traditionele element in het bankwezen hebben doorbroken."

## Erkenning
- 2011: Commandeur in de Kroonorde voor bewezen diensten aan België.[2]
- 2015: Burgerschapsprijs Stichting P&V.